# Vvedenskya pinnatifolia
Vvedenskya pinnatifolia är en flockblommig växtart som beskrevs av Jevgenij Korovin. Vvedenskya pinnatifolia ingår i släktet Vvedenskya och familjen flockblommiga växter. Inga underarter finns listade i Catalogue of Life.